# 安井まみ子
安井 まみ子（やすい まみこ、本名：安井 万美子、1968年6月24日 - ）は、日本のフリーアナウンサー。愛知県名古屋市出身。浅井企画所属。父はブラザー工業元役員で創業者一族の安井信之。

## 来歴・人物
南山高等学校、聖心女子大学卒業。1991年、広島テレビ放送に入社。柏村武昭のテレビ宣言のアシスタントキャスターを担当した。1994年に退社し、フリーアナウンサーとなる。

## 主なフリー以後の出演番組
- ＮHK教育「人生これから」司会
- テレビ東京「情報！レストラン」リポーター
- TBS「素敵なあなた」リポーター
- TBS「わいわい！ティータイム」リポーター
- TBS「情報!もぎたてサラダ」レポーター（司会七瀬なつみの代役）
- TBS「ジャスト」リポーター 　「やすいのＧoＧo晩ごはん」
- TBS「輝け！にっぽんの星」リポーター
- NHK BS1「コンピューター情報最前線」キャスター
- NHK BS1「BSパソコンネット」キャスター
- CSのJリーグ中継レポーター
- NNNニュースプラス1→NNN Newsリアルタイムレポーター（日本テレビ） 「突撃！やすい！」中継リポーター
- NHK高校講座「理科総合AB」司会（2005年度まで）

## 広島テレビ時代の出演番組
- 柏村武昭のテレビ宣言（広島テレビ）
- ズームイン!!朝!（広島担当キャスター）

## 著書
- 「ぷちセキュ宣言!」（パロル舎 ISBN 4894192586）